# 1745 у науці
У 1745 році в науці й техніці відбулися такі важливі події.

## Астрономія
- Жан Філіп де Шезо відкриває  Туманність Омега, Мессьє 25, Мессьє 35 та IC 4665.

## Біологія
- Шарль Бонне публікує свою першу працю з ентомології під назвою Traité d'insectologie («Трактат про комахи»).

## Географія
- Сезар-Франсуа Кассіні де Тюрі описав  проєкції Кассіні, тип картографічної проєкції.

## Медицина
- 2 травня — Королівська колегія хірургів відділяється від Компанії цирульників Лондона.
- Бартоломей Моссе засновує Дублінська лікарню лежачого типу.

## Фізика
- Пітер ван Мушенбрук винайшов Лейденську банку, пристрій для зберігання електричного заряду. Це перший конденсатор.
- Ендрю Гордон описує «вихор», перший електростатичний реакційний двигун, і «електричні дзвіночки», електростатичний прилад призначений для перевірки наявності електричних зарядів, у своїй книзі Versuch einer Erklarung der Electricitat (нім. Спроба пояснення електрики).[1]
- Руджер-Йосип Бошкович публікує De Viribus Vivis, у якій намагається знайти серединний шлях між гравітаційною теорією Ньютона та монадологією Лейбніца, розвиваючи концепцію «непроникності» як властивості твердих тіл, яка пояснює їх поведінку з точки зору сили, а не матерії.[2]

## Технології
- Вільям Ватсон з Королівського товариства продемонстрував перший капсуль-детонатор.

## Нагороди
- Медаль Коплі: Вільям Ватсон.[3]

## Народились
- 1 січня — Жан-Жак Філассьє (помер 1799), французький агроном і політик.
- 6 січня — Жак Етьєн Монгольф'є (помер 1799), французький винахідник.
- 7 січня — Йоганн Християн Фабрицій (помер 1808), данський ентомолог.
- 23 січня — Вільям Джессоп (помер 1814), англійський інженер-будівельник.
- 11 лютого — Іно Тадатака (помер 1818), японський геодезист і картограф.
- 18 лютого — Алессандро Вольта (помер 1827), італійський фізик і хімік.
- 21 березня — Ніколя Дейє (помер 1837), французький хімік.
- 20 квітня — Філіпп Пінель (помер 1826), французький психіатр.
- 26 квітня — Йоганн Гюльденштедт (помер 1781), німецький натураліст і дослідник.
- 8 червня — Каспар Вессель (помер 1818), датський і норвезький математик.
- 9 червня — П'єр Бернар Палассу (помер 1830), французький натураліст.
- 30 червня — Жан Батист Луї д'Одібер де Феруссак (помер 1815), французький артилерійський офіцер і геолог.
- 19 серпня — Йоган Ґоттліб Ган (помер 1818), шведський хімік.
- 30 серпня — Йоганн Ієронім Шретер (помер 1816), німецький астроном.
- 28 вересня — Жан-Батист Пюссен (помер у 1811), французький наглядач за притулками.
- 14 листопада — Домінік Віллар (помер 1814), французький ботанік.
- 30 листопада — Жан-Луї Боделок (помер 1810), французький акушер.
- 8 грудня — Шарль Ромм (помер 1805), французький геодезист.
- 15 грудня — Йоганн Готфрід Келер (помер 1801), німецький астроном.
- 28 грудня — Хуан Мануель де Айяла (помер 1797), іспанський дослідник.
- Вільям Круйкшенк (помер 1800), шотландський анатом і хімік.

## Померли
- 17 січня — Філіп Ноде Молодший (нар. 1684), франко-німецький математик-гугенот.
- 12 травня — Жак де Нуайон (нар. 1668), лісовий кур'єр  і дослідник Нової Франції.
- 30 листопада — Йоганн Бесслер (нар. 1680), німецький винахідник «вічних двигунів».